# Prix Wambst-Lacquehay
Le Prix Wambst-Lacquehay est une épreuve de cyclisme sur piste annuelle disputée au Vélodrome d'hiver de Paris. Il s'agit d'une course à l'américaine organisée en l'honneur du duo Georges Wambst et Charles Lacquehay, première équipe à remporter deux fois les Six Jours de Paris en 1926 et 1928.

## Palmarès
| Année             | Vainqueur                         | Deuxième                        | Troisième                            |
| ----------------- | --------------------------------- | ------------------------------- | ------------------------------------ |
| 1943 sur 100 km   | Ben van der Voort Kees Pellenaars | Jean Goujon Raymond Lamouroux   | Sylvère Maes Romain Maes             |
| 1944 sur 100 km   | Maurice Archambaud Adolphe Prat   | André Pousse Victor Delvoye     | Roger Godeau Gaston Dujay            |
| 1945              | Non-disputé                       |                                 |                                      |
| 1946              | André Pousse Victor Delvoye       | Robert Panier Gaston Dujay      | Aimé Landrieux Maurice Le Boulch     |
| 1947 sur 3 heures | Arthur Sérès Guy Lapébie          | Marcel Kint Rik Van Steenbergen | Marcel Guimbretière Roger Le Nizerhy |
| 1948 sur 3 heures | Arthur Sérès Guy Lapébie          | Attilio Redolfi Émile Bruneau   | Roger Godeau Jean Goujon             |
| 1949 sur 3 heures | Émile Carrara Raymond Goussot     | Marcel Kint Rik Van Steenbergen | Jean Goujon Roger Le Nizerhy         |